# Josep Saborit Vilar
Josep Saborit Vilar (Valencia, 1972) es un filólogo español. Es Licenciado en Filología Inglesa, y en el ámbito de la investigación ha destacado en estudios sobre dialectología y fonética de la lengua valenciana. Colaboró en el Atles Lingüístic de la Comunitat Valenciana, realizando encuestas en el municipio de Ribesalbes.
Sus publicaciones se pueden agrupar en varios temas:
- Dialectología: en su obra El valencià de Les alqueries, prologada por Lluís Gimeno Betí, Saborit hace un estudio dialectológico del habla del municipio de Alquerías del Niño Perdido, enmarcado en el diasistema lingüístico de la comarca castellonense de La Plana.[3][4] En Alguns canvis intergeneracionals en el valencià de la Plana Baixa, analiza los cambios lingüísticos entre varias generaciones de valencianohablantes de la comarca castellonense de la Plana Baja y explica la influencia que en ellos han tenido el castellano y el valenciano normativo vehiculado por vía escolar y medios de comunicación.[5]
- Fonética: en su obra Millorem la pronúncia (colección Recerca de la Academia Valenciana de la Lengua,[6] con prólogo de Josep-Lluís Doménech y epílogo de Joan Julià-Muné), Saborit describe la fonética valenciana y expone el problema que el empobrecimiento fonológico representa para el idioma.[7]
- Gramática: en su artículo La vàlua d'Enric Valor com a gramàtic: dos propotes, Saborit contrasta las aproximaciones de los lingüistas Abelard Saragossà i Maria Conca sobre las aportaciones de Enric Valor como gramático, donde destaca, además de su papel como divulgador de la obra de Pompeu Fabra, los aspectos en que difiere del gramático catalán y adapta sus prescripciones a la realidad valenciana.[8]
- Léxico: en su artículo «Xurros, els valencians del riu blanc», Saborit hace un estudio de la palabra churro remontándose a los orígenes no peyorativos del término, y trata de recuperar el sentido histórico de la palabra.[9][10]
- Onomástica y antroponímia: en su artículo «L'empremta occitana en els llinatges de la Plana de Borriana», Saborit analiza los apellidos típicos de Burriana y villas vecinas para valorar la magnitud de los movimientos poblacionales desde Occitania hacia el antiguo Reino de Valencia.[11]

## Publicaciones
- 2019 — Els sons del valencià. Tabarca Llibres. EAN 9788480254823.
- 2016 — «L'empremta occitana en els llinatges de la Plana de Borriana», dentro de Paraula d'Òc, época II, n.º 14, pág. 7-54. ISSN 1577-2047
- 2014 — «La vàlua d'Enric Valor com a gramàtic: dos propostes», dentro de Aula de Lletres Valencianes - Revista Valenciana de Filologia, n.º 4, pág. 137-158. Institución Alfons el Magnànim. ISSN 2253-7694.
- 2014 — «Xurros, els valencians del riu blanc» dentro de Camins, terres i paraules. II Jornades sobre els altres parlars valencians de base castellanoaragonesa (Énguera, 2013), pág. 359-365. Editorial Denes. ISBN 978-84-942577-3-5
- 2012 — «Fonètica tradicional i fonética estàndard: unes consideracions sobre l'estàndard oral valencià», pág. 22-23, dentro de XXIX Cursos d'estiu, Valencià, juliol 2012. La llengua en el seu context VI. La llengua oral en els mitjans de comunicació. consúltese un fragmento
- 2011 — «Alguns canvis intergeneracionals en el valencià de la Plana Baixa», dentro de Aula de Lletras Valencianes - Revista Valenciana de Filologia, n.º 1, pág. 137-158. Institución Alfons el Magnànim. ISSN 2253-7694.
- 2009 — Millorem la pronúncia. Academia Valenciana de la Lengua. ISBN 978-84-482-5297-7
- 1998 — El valencià de Les Alqueries. Estudi dialectològic d'aquest parlar dins del diasistema lingüístic de la Plana de Castelló. Diputación de Castelló. ISBN 978-84-86895-99-0

## Premios
- 2016 — Premio Bons Òmes de la asociación Òc-Valencia, por el trabajo «L'empremta occitana en els llinatges de la Plana de Borriana».[12][13]
- 2009 — Premio Joaquim Garcia Girona, en la I Jornada sobre el valencià de Taula de Filologia Valenciana, por el trabajo «Alguns canvis intergeneracionals en el valencià de la Plana Baixa».[14]